# رصدخانه خواجه نصیرالدین طوسی
رصدخانه خواجه نصیرالدین طوسی دانشگاه تبریز درحال حاضر بزرگترین رصدخانهٔ فعال کشور است. این رصدخانه با فضای ۲۱۱ هکتار واقع بر قله بیلندی زینجناب از رشته کوه‌های سهند تبریز بوده و ۴۵ کیلومتر از جنوب شهر تبریز فاصله دارد. از این رصدخانه بعنوان یکی از منحصربفردترین رصدخانه‌های ایران نیز یاد می‌شود.

## امکانات پژوهشی

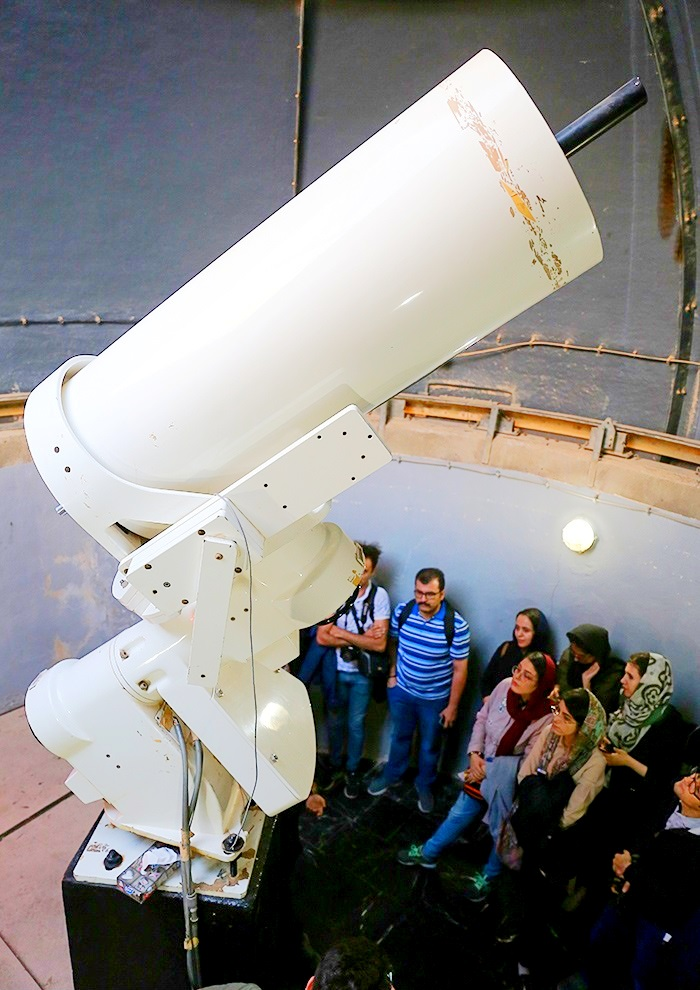
بزرگ‌ترین تلسکوپ ایران در رصدخانه خواجه نصیرالدین طوسی

در این رصدخانه ۳ تلسکوپ حرفه ای در گنبدهای جداگانه مجهز به پانل‌های الکترونیکی و اتاق کنترل اپراتور، چشمی‌های مختلف، فوکوسر الکترونیکی، اسپکتروسکوپ میکرومتر رشته‌ای، فوتومتر و میکروفوتومتر، فیلترهای اچ-آلفا و فیلتر مایلار مخصوص خورشید است و از زمان تأسیس پاسخگوی نیاز پژوهشگران و دانشجویان اخترفیزیک سراسر کشور بوده.
درحال حاضر امکان فعالیت پژوهشی در این رصدخانه وجود دارد.

## امکانات آموزشی
از تلسکوپ‌های آماتوری این رصدخانه به ۲ تلسکوپ ۷ اینچی ماکسوتف-کاسگرین و ۲ تلسکوپ نیوتونی ۸ اینچ با مقر EQ6 pro می‌توان اشاره کرد.
برنامه‌های مختلف آموزشی و ترویجی در بهار و تابستان هرسال در مناسبت‌های نجومی و دوره‌های آموزشی، سمینارها و کارگاه‌های علمی مختلف برگزار می‌شود.

## امکانات رفاهی
یک ساختمان پژوهشگران مجهز به کتابخانه ای با حداقل ۵۰۰ جلد مراجع نجومی، تمام امکانات رفاهی و سوئیت‌های جداگانه و علاوه بر آن خوابگاه‌های عمومی با مجموعاً ۸۰ تخت، هرساله پذیرای بازدیدکنندگان عمومی و گردشگران داخلی و خارجی است.
در برنامه‌های عمومی، ورود خانواده‌ها و کودکان به این رصدخانه با ثبت نام مجاز است.